# Salix hastata

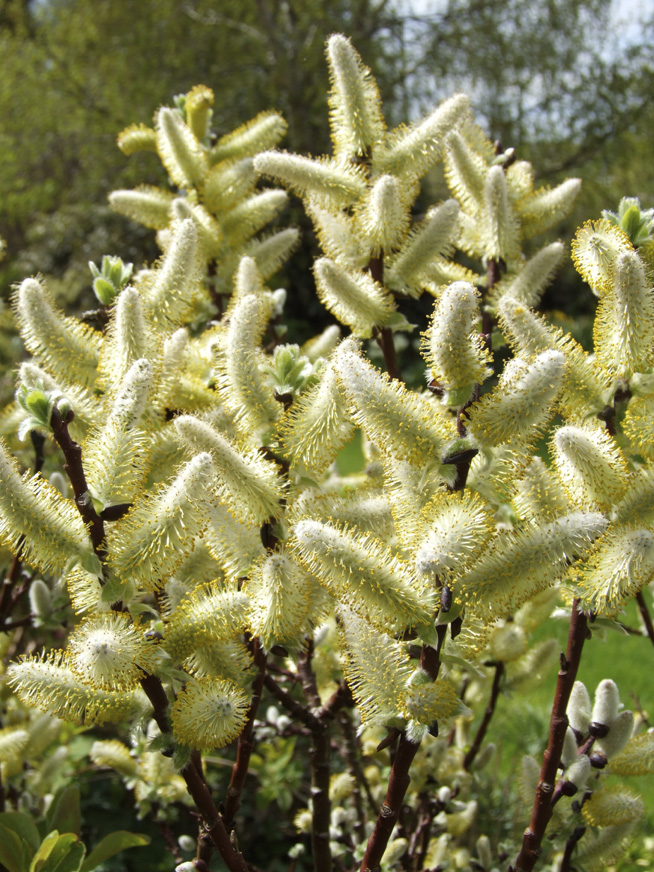
S. hastata var. 'Werhahrinii' aux chatons dressés et nombreux.

Espèce
Salix hastata, le Saule à feuilles hastées, est une espèce de plantes à fleurs de la famille des Salicaceae. C'est un arbuste dont la distribution est essentiellement circumpolaire.

## Description

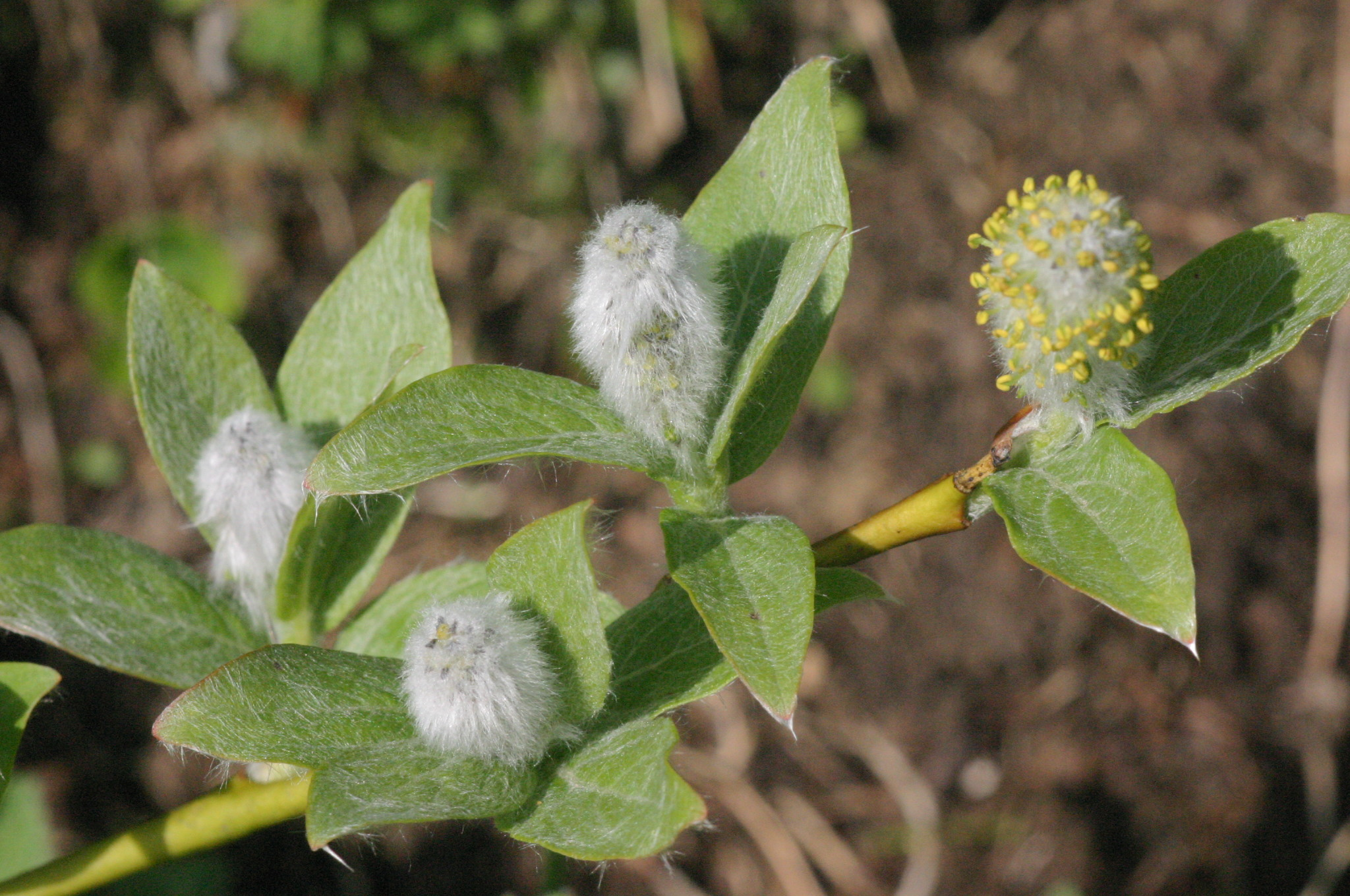
Les feuilles de S. hastata.

Salix hastata est un saule des rocailles et des alluvions, de 50 cm à 1,50 m de hauteur, poussant de 1 200 à 2 600 m d'altitude. Il présente des feuilles glabres et finement dentées, vertes au-dessus, glauques sur la face inférieure. 
La floraison est contemporaine de l'émergence des feuilles, elle a lieu de juin à août. Les chatons femelles sont particulièrement longs et dressés.

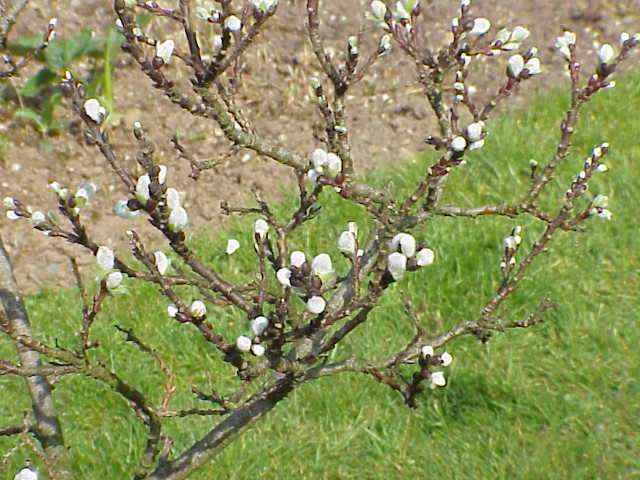
Émergence des chatons.

## Répartition
En France, l'espèce se rencontre dans les Alpes et est très rare en Auvergne.